# Stevens Canyon Tunnel
Le Stevens Canyon Tunnel est un tunnel routier américain dans le comté de Lewis, dans l'État de Washington. Emprunté par la Stevens Canyon Road, il est protégé au sein du parc national du mont Rainier. Dessiné par le National Park Service, il a été percé en 1937 dans 64 mètres de roche dure. C'est une  propriété contributrice au Mount Rainier National Historic Landmark District depuis la création de ce district historique classé National Historic Landmark le 18 février 1997.